# Сем Боуї
Семюел Пол Боуї (англ. Samuel Paul Bowie, нар. 17 березня 1961, Лебанон, Пенсільванія, США) — американський професіональний баскетболіст, що грав на позиції центрового за декілька команд НБА. Вважається одним з найбільш провальних високих драфт-піків у НБА.

## Ігрова кар'єра
Починав грати у баскетбол у команді Лебанонської старшої школи (Лебанон, Пенсільванія). На університетському рівні грав за команду Кентакі (1979—1984). На останньому курсі допоміг команді дійти до фіналу чотирьох NCAA, де Кентакі програли Джорджтауну з Патріком Юінгом на чолі.
1984 року був обраний у першому раунді драфту НБА під загальним 2-м номером командою «Портленд Трейл Блейзерс». Захищав кольори команди з Портленда протягом наступних 5 сезонів. За підсумками дебютного сезону був включений до першої збірної новачків НБА.
З 1989 по 1993 рік також грав у складі «Нью-Джерсі Нетс», куди разом з драфт-піком був обміняний на Бака Вільямса.
Останньою ж командою в кар'єрі гравця стала «Лос-Анджелес Лейкерс», до складу якої він приєднався 1993 року в обмін на Бенойта Бенджаміна і за яку відіграв 2 сезони.
Кар'єра Боуї супроводжувалася постійними травмами, які почались ще в студентські часи. 2012 року у документальному фільмі «Going Big» Боуї зізнався, що коли лікар «Портленда» оглядав його, то він відповідав, що все добре і не відчуває болю, а натомість біль був і він його приховував.

## Статистика виступів в НБА

### Регулярний сезон
| Сезон             | Команда                   | GP  | GS  | MPG  | FG%  | 3P%  | FT%  | RPG  | APG | SPG | BPG | PPG  |
| ----------------- | ------------------------- | --- | --- | ---- | ---- | ---- | ---- | ---- | --- | --- | --- | ---- |
| 1984–85           | «Портленд Трейл-Блейзерс» | 76  | 62  | 29.2 | .537 | .000 | .711 | 8.6  | 2.8 | .7  | 2.7 | 10.0 |
| 1985–86           | «Портленд Трейл-Блейзерс» | 38  | 34  | 29.8 | .484 | .000 | .708 | 8.6  | 2.6 | .6  | 2.5 | 11.8 |
| 1986–87           | «Портленд Трейл-Блейзерс» | 5   | 5   | 32.6 | .455 | .000 | .667 | 6.6  | 1.8 | .2  | 2.0 | 16.0 |
| 1988–89           | «Портленд Трейл-Блейзерс» | 20  | 0   | 20.6 | .451 | .714 | .571 | 5.3  | 1.8 | .4  | 1.7 | 8.6  |
| 1989–90           | «Нью-Джерсі Нетс»         | 68  | 54  | 32.5 | .416 | .323 | .776 | 10.1 | 1.3 | .6  | 1.8 | 14.7 |
| 1990–91           | «Нью-Джерсі Нетс»         | 62  | 51  | 30.9 | .434 | .182 | .732 | 7.7  | 2.4 | .7  | 1.5 | 12.9 |
| 1991–92           | «Нью-Джерсі Нетс»         | 71  | 61  | 30.7 | .445 | .320 | .757 | 8.1  | 2.6 | .6  | 1.7 | 15.0 |
| 1992–93           | «Нью-Джерсі Нетс»         | 79  | 65  | 26.5 | .450 | .333 | .779 | 7.0  | 1.6 | .4  | 1.6 | 9.1  |
| 1993–94           | «Лос-Анджелес Лейкерс»    | 25  | 7   | 22.2 | .436 | .250 | .867 | 5.2  | 1.9 | .2  | 1.1 | 8.9  |
| 1994–95           | «Лос-Анджелес Лейкерс»    | 67  | 10  | 18.3 | .442 | .182 | .764 | 4.3  | 1.8 | .3  | 1.2 | 4.6  |
| Усього за кар'єру | Усього за кар'єру         | 511 | 349 | 27.6 | .452 | .302 | .748 | 7.5  | 2.1 | .5  | 1.8 | 10.9 |

### Плей-оф
| Сезон             | Команда                   | GP | GS | MPG  | FG%  | 3P%  | FT%   | RPG | APG | SPG | BPG | PPG  |
| ----------------- | ------------------------- | -- | -- | ---- | ---- | ---- | ----- | --- | --- | --- | --- | ---- |
| 1985              | «Портленд Трейл-Блейзерс» | 9  | 9  | 28.8 | .441 | .000 | .560  | 8.4 | 2.3 | .4  | 2.3 | 7.3  |
| 1989              | «Портленд Трейл-Блейзерс» | 3  | 1  | 22.3 | .429 | .500 | .750  | 6.7 | 1.0 | .2  | 2.3 | 10.3 |
| 1992              | «Нью-Джерсі Нетс»         | 4  | 4  | 28.0 | .424 | .500 | .667  | 4.8 | 2.3 | .8  | .8  | 9.3  |
| 1993              | «Нью-Джерсі Нетс»         | 3  | 3  | 23.7 | .444 | .000 | 1.000 | 4.0 | .7  | 2.0 | .3  | 3.3  |
| 1995              | «Лос-Анджелес Лейкерс»    | 10 | 0  | 13.5 | .267 | .000 | 1.000 | 3.3 | .3  | .1  | .9  | 2.1  |
| Усього за кар'єру | Усього за кар'єру         | 29 | 17 | 22.2 | .403 | .500 | .673  | 5.5 | 1.3 | .5  | 1.4 | 5.7  |